# Mikaël Silvestre
Mikaël Samy Silvestre (* 9. září 1977, Chambray-lès-Tours, Francie) je francouzský fotbalový obránce a bývalý reprezentant, v současnosti bez angažmá.
S francouzskou fotbalovou reprezentací získal stříbrnou medaili na mistrovství světa roku 2006. Hrál též na mistrovství světa roku 2002 a Euru 2004. Dvakrát s francouzským národním týmem vyhrál Konfederační pohár (2001, 2003). Celkem za reprezentaci odehrál 40 utkání a vstřelil 2 branky.
S Manchesterem United vyhrál v sezóně 2007-08 Ligu mistrů a roku 1999 Interkontinentální pohár. Pětkrát se v jeho dresu stal mistrem Anglie (1999–2000, 2000–01, 2002–03, 2006–07, 2007–08), jednou získal FA Cup (2003–04) a jednou anglický ligový pohár (2005–06).